# Lívia Barraque
Lívia Barraque Barbosa, também conhecida como Lívia Pratissoli (Vitória, Espírito Santo) competiu no concurso de Miss Brasil 2006.
Lívia ganhou o título de Miss Espírito Santo 2006 em um concurso do estado ocorrido em março desse ano. Foi sua primeira tentativa ao título, concorrendo com candidatas que disputaram outros concursos de beleza, como Marlene Gomes Lopes (Miss Vila Velha 2006), Maytê Prucoli (Beleza Espírito Santo e 3.ª colocada no Beleza Brasil 2006) e Aline Avancini (Miss Vitória Mundo e Top 24 no Miss Brasil Mundo 2006). Tinha dezenove anos quando venceu o concurso estadual. Foi coroada pela vencedora do ano anterior, Ariane Colombo, Miss Brasil Internacional 2005 e Miss Espírito Santo Mundo 2007.
No mesmo ano em que competiu no concurso de Miss Brasil, Lívia foi eleita Miss Brasil Rainha do Turismo.
Lívia representou o Espírito Santo na transmissão do concurso de  Miss Brasil 2006 ao vivo do Rio de Janeiro, RJ, em 8 de abril de 2006, onde foi uma das seis concorrentes que tinham 19 anos. Tentou ser a segunda candidata consecutiva do Espírito Santo a se classificar no concurso, mas foi mal-sucedida. O evento foi vencido por Rafaela Zanella, do Rio Grande do Sul. 
Professora de Geografia, Lívia representou o Brasil no concurso Miss Rainha do Turismo Internacional 2006 no dia 8 de julho, onde ficou em quinto lugar e ainda ganhou o título de "Rainha das Américas" por ser a mais bem colocada dentre as candidatas do continente.